# Defend Your Castle
Defend Your Castle é um jogo-online para browser feito em Macromedia Flash desenvolvido pela XGen Studios. O jogo foi bem recebido, com grande número de acessos.
Uma versão do jogo foi desenvolvida para o serviço WiiWare do console Nintendo Wii, lançada em 12 de maio de 2008 na América do Norte e América Latina.

## Jogabilidade
Defend Your Castle requer que um jogador se livre de todos os inimigos antes que eles cheguem ao castelo do jogador. Existem diversos meios de fazer essa tarefa, como pegando os inimigos e os jogando pelo ar ou atacando com uma variedade de armas.

## Versão do Wii
A versão do Wii foi lançada como um dos títulos de lançamento do WiiWare na América do Norte. Custando 500 Wii Points e ocupando 121 blocos.
A versão conta com um novo estilo gráfico. Por razões de classificações de idades, a versão do Wii não possui imagem de sangue. Diferente de versão original, no Wii é permitido até 4 jogadores em modo coperativo.

## Ligações Externas
- Site Oficial (em inglês)